# Mauer (Baden)
Mauer este o comună din landul Baden-Württemberg, Germania. Se află la o altitudine de 131 m deasupra nivelului mării. Are o suprafață de 6,29 km². Populația este de 4.158 locuitori, determinată în 31 decembrie 2023, prin actualizare statistică[*].